# Weil Tennis Academy Challenger 2010
Il Weil Tennis Academy Challenger 2010 è stato un torneo professionistico di tennis maschile giocato sul cemento, che faceva parte dell'ATP Challenger Tour 2010. Si è giocato a Ojai negli USA dal 31 maggio al 6 giugno 2010.

## Partecipanti

### Teste di serie
| Nazionalità | Giocatore       | Ranking* | Testa di serie |
| ----------- | --------------- | -------- | -------------- |
| Stati Uniti | Ryan Sweeting   | 116      | 1              |
| Argentina   | Brian Dabul     | 122      | 2              |
| Stati Uniti | Kevin Kim       | 140      | 3              |
| Stati Uniti | Donald Young    | 147      | 4              |
| Stati Uniti | Michael Yani    | 151      | 5              |
| Stati Uniti | Robert Kendrick | 156      | 6              |
| Irlanda     | Conor Niland    | 170      | 7              |
| Stati Uniti | Alex Kuznetsov  | 178      | 8              |

- Ranking al 24 maggio 2010.

### Altri partecipanti
Giocatori che hanno ricevuto una wild card:
- Sekou Bangoura
- Steve Johnson
- Bobby Reynolds
- Donald Young

Giocatori alternative:
- Pierre-Ludovic Duclos

Giocatori passati dalle qualificazioni:
- Philip Bester
- Cecil Mamiit
- Nicholas Monroe
- Greg Ouellette
- Dayne Kelly (Lucky Loser)

## Campioni

### Singolare
Bobby Reynolds ha battuto in finale  Marinko Matosevic con il punteggio di 3–6, 7–5, 7–5

### Doppio
Artem Sitak /  Leonardo Tavares hanno battuto in finale  Harsh Mankad /  Izak van der Merwe con il punteggio di 4–6, 6–4, [10–8]